# Anthaxia crassa
Anthaxia crassa es una especie de escarabajo del género Anthaxia, familia Buprestidae. Fue descrita científicamente por Obenberger en 1922.